# Billy Garrett (baloncestista)
William "Billy" Garrett Jr. (Chicago, Illinois , 16 de octubre de 1994) es un baloncestista estadounidense que pertenece a la plantilla de Grupo Alega Cantabria de la Liga LEB Oro. Con 1,98 metros de estatura, juega en la posición de escolta. Es hijo de Billy Garrett Sr., entrenador asistente en la Universidad DePaul, y nieto de Bill Garrett, el primer jugador afroamericano de la historia de la Big Ten Conference y que posteriormente jugaría en los Harlem Globetrotters.

## Trayectoria deportiva

### Universidad
Jugó cuatro temporadas con los Blue Demons de la Universidad DePaul, en las que promedió 13,1 puntos, 2,7 rebotes y 3,5 asistencias por partido. En su primera temporada fue elegido Rookie del Año de la Big East Conference, convirtiéndose en el tercer jugador en la historia de DePaul en conseguir el galardón, tras Quentin Richardson en 1999 y Cleveland Melvin en 2011.

### Profesional
Tras no ser elegido en el Draft de la NBA de 2017, realizó unas pruebas con los Westchester Knicks de la G League, siendo definitivamente confirmado en la plantilla el 3 de noviembre.
El 2 de abril de 2019 firmó contrato con los New York Knicks para disputar los últimos cinco partidos de la temporada regular.
El 22 de julio de 2021, firma por el Czarni Słupsk de la Polska Liga Koszykówki.
El 23 de agosto de 2022 fichó por el MHP Riesen Ludwigsburg de la Basketball Bundesliga alemana.
En la temporada 2022-23, firma por el Arka Gdynia del Polska Liga Koszykówki.
El 26 de febrero de 2024, firma por el Grupo Alega Cantabria de la Liga LEB Oro.

## Estadísticas de su carrera en la NBA

### Temporada regular
| Año     | Equipo   | PJ | PT | MPP  | %TC  | %3P  | %TL   | RPP | APP | ROB | TPP | PPP |
| ------- | -------- | -- | -- | ---- | ---- | ---- | ----- | --- | --- | --- | --- | --- |
| 2018-19 | New York | 4  | 0  | 15.8 | .407 | .000 | 1.000 | .8  | 1.8 | .3  | .3  | 6.5 |
| Total   | Total    | 4  | 0  | 15.8 | .407 | .000 | 1.000 | .8  | 1.8 | .3  | .3  | 6.5 |